# 博羅韋 (利維夫區)
50°14′0″N 23°34′39″E / 50.23333°N 23.57750°E
博羅韋（烏克蘭語：Борове）是烏克蘭西部的村莊，隸屬利維夫州的利維夫區。該村面積6.3平方公里，海拔高度246米，2001年人口233，人口密度每平方公里36.98人。